# Johann Georg von Ribbeck der Jüngere
Johann Georg (II.) von Ribbeck (auch: Johann Georg von Ribbeck, der Jüngere, * 24. Dezember 1601; † 3. August 1666 in Spandau) war kurbrandenburgischer Kammerherr, oberster Hauptmann und Kommandeur der Zitadelle Spandau sowie Amtshauptmann von Potsdam und Saarmund. Ferner war er Ritter des Johanniter-Ordens, Komtur von Werben sowie Erbherr auf Glinicke, Seegefelde, Dalgow und Niendorf.

## Herkunft
Seine Eltern waren der Geheimrat Johann Georg (I.) von Ribbeck (* 10. Dezember 1577; † 27. Januar 1647) und dessen Ehefrau Katharina von Brösigke (* 2. Mai 1581; † 11. März 1650). Sein Vater war Erbherr auf Glinicke, Seegefelde und Dalgow. Der Obrist Heinrich (Heine) von Ribbeck war sein Bruder.

## Leben
Sein Vater schickte ihn mit seinem Bruder nach Berlin, wo er die nächsten drei Jahre bei Bürgermeister Straßburg verbrachte, zudem wurde er dort von einem Studenten in den Rechten unterrichtet. Im Jahr 1614 kam er an die Universität in Frankfurt an der Oder, 1615 wechselte er nach Leipzig, war aber 1616 wieder zu Hause. Danach kam er zur Hohen Schule nach Köln am Rhein. Dort blieb er drei Jahre und ging dann in die Niederlande. 1619 war er zurück in Preußen und wurde Fähnrich im Regiment des Obersten Dietrich von Kracht, das in jenem Jahr im Auftrag des Kurfürsten Johann Sigismund errichtet wurde. Nach einigen Monaten wurde er zum Leutnant befördert. 1621 errichtete sein späterer Schwager Adam Georg Gans Edler von Putlitz (1590–1660) eine Kompanie von 300 Mann, mit der er in die Niederland zog. Mit dem Regiment nahm er nun an der Belagerung von Bergen op Zoom teil. 1622 kam er mit dem Grafen Ernst von Mansfeld nach Ostfriesland. Das Verhalten der Truppen im Land befremdete ihn und er ging 1623 zurück nach Brandenburg. Dort bot ihm der Obrist Sigmund von Platen eine schwedische Kompanie an, was er aber ablehnte, da er vom Kurfürsten den Auftrag erhielt, eine eigene Kompanie zu werben. Wegen der polnischen Unruhen wurde er mit dieser Kompanie nach Krossen verlegt, dort verblieb er die nächsten 9 Monate. Danach wurde die Kompanie entlassen.
1624 ging er wieder in die Niederlande und nahm nun an der Belagerung von Breda teil. Im Jahr 1625 war er wieder in Brandenburg und wurde kurbrandenburger Gardehauptmann und von den dortigen Ständen zum General-Muster-Herren ernannt. Auf Befehl des Kurfürsten begleitete er mit dem Grafen Adam von Schwarzenberg Katharina von Brandenburg – die Schwester des Kurfürsten – zu ihrer Hochzeit mit dem Fürsten Bethlen Gabor. Im Jahr 1626 warb er erneut eine Kompanie und wurde mit dem Oberstleutnant Konrad von Burgsdorff zur Verteidigung nach Preußen geschickt, wo er drei Jahre verblieb. Da dann der Frieden zwischen Polen und Schweden wieder hergestellt wurde. Der schwedische Oberst Johann von Vitzthum bot ihm die Stelle eines Schwedischen Oberistwachtmeistes an, was der Kurfürst aber ablehnte und nahm ihn stattdessen als Kammerjunker in sein Gefolge auf. So begleitete er diesen auch auf dem Fürstentag von 1630 nach Leipzig. Dort wurde beschlossen, eine Armee von 10.000 Mann zu werben, was Ribbeck veranlasste, wieder in Kriegsdienste zu gehen. Er kam als Oberistwachtmeister in das Regiment Alt-Burgsdorf, aber der sächsischen General von Arnim bat dem Kurfürsten, Ribbeck in seine Dienste zu geben. So ging Ribbeck in sächsische Dienste und warb innerhalb von sechs Wochen eine Kompanie von 200 Mann. Er bekam daraufhin das Kommando einer Kompanie im Regiment des Obristen Johann Friedrich von Kötteritz. Er kämpfte in der Schlacht bei Breitenfeld (1631), wo er schwer verwundet wurde und in Gefangenschaft geriet, aus dieser befreite ihn seine späterer Schwager der Oberst Melchior von Dargitz. Er war bereits drei Tage unbehandelt, litt an roter Ruhr, als er nach Zittau gebracht wurde, wo ihn ein geschickter Arzt behandeln konnte.
1632 ging er dann zur Schwedischen Armee und kam als Oberstleutnant in das Regiment des Oberst Hans Wolf von der Heyden. Er verließ das Regiment wegen Streitigkeiten aber bereits im Jahr 1633 und ging nach Brandenburg zurück. 1634 wollte ihn der Kurfürst Georg Wilhelm zum Nachfolger des Obristen Johann Streiff von Lauenstein machen, was Ribbeck aber ablehnte und sich auf sein Gut (Nieder) Neuendorf zurückzog. 1641 holte in der Kurfürst Friedrich Wilhelm zurück und gab ihm das Regiment den Obersten Moritz August von Rochow, zudem wurde er zum Kommandanten der Festung Spandau ernannt. Nach dem Tod seines Vaters erhielt er auch die Stelle des Oberhauptmanns. 1649 erhielt er die Goldene Kette der Kammerherren, 1655 erhielt er die Inspektion des Amts Saarmund und 1660 auch noch die Hauptmannschaft von Potsdam. Zugleich diente er als Diplomat, denn der Kurfürst schickte ihn immer wieder an den kursächsischen Hof. Am 15. September 1661 wurde er vom Herrenmeister des Johanniter-Ordens Fürst Johann Moritz von Nassau-Siegen in den Orden aufgenommen und bereits am 16. August 1662 ernannt ihn der Kanzler von Sonnenburg zum Komtur von Werben. Er starb am 3. August 1666 in Spandau und wurde in der dortigen Kirche St. Nicolaikirche begraben. Sein Epitaph findet sich in der Kirche von Groß Glienicke.

## Familie
Er heiratete im Jahr 1633 in Lichterfelde Anna Maria von der Gröben (* 25. Juli 1616; † 31. Dezember 1674), die einzige Tochter des Otto von der Gröben. Das Paar hatte drei Töchter und einen Sohn:
- Anna Katharina (* 15. April 1634; † 1664)

⚭ Johann Sigismund von Loeben (1604–1654), Sohn des Kanzlers Johann von Loeben (1561–1636)
⚭ 1663 Isaak du Plessis-Gouret
- Hans Georg (III.) (* 28. Februar 1637; † 5. Dezember 1703)[4], Landschaftsdirektor

⚭ 1670 Margarete Gottliebe von Pfuel (1652–1672), Tochter des Generals Georg Adam von Pfuel
⚭ 1683 Katharina Brandt von Lindau (* 14. November 1656; † 16. Mai 1710), Witwe von Ludwig von Görne
- Hedwig Sophie (1636–1661) ⚭ Georg Werner von der Schulenburg († 22. April 1677)[7]
- Marie Elisabeth († 21. Juli 1680) ⚭ Joachim von Graevenitz (* 1637; † 1667)[8]